# Sidney Darlington
Sidney Darlington (Pittsburgh, 18 luglio 1906 – Exeter, 31 ottobre 1997) è stato un ingegnere elettronico statunitense, inventore del transistor Darlington nel 1953.

## Biografia
Compì ricerche avanzate sulla teoria dei network, e inventò il radar a impulsi, il congegno di puntamento e sistemi di guida di cannoni e razzi.
Darlington nel 1929 inizia a lavorare ai Bell Labs, dove rimarrà fino al 1971.
Nel 1945 ricevette il Presidential Medal of Freedom per i suoi contributi durante la guerra. Fu eletto membro della National Academy of Engineering; nel 1975 e nel 1981 ricevette l'IEEE Medal of Honor.

## Brevetti
- 1991195 — Wave Transmission Network
- 2663806 — Semiconductor signal translating devices. ("Darlington Transistor")
- 2438112 — Bombsight Computer
- 2658675 — Fire Control Computer
- 2678997 — Pulse Transmission (chirp)
- 3008668 — Rocket Guidance
- 3265973 — Two-Port Network Synthesis
- 3618095 — Chirp Pulse Equalizer

| Controllo di autorità | VIAF (EN) 169823685 · ISNI (EN) 0000 0001 1863 6160 · LCCN (EN) n2011018560 · GND (DE) 17326154X |